# Blaisy-Haut
Blaisy-Haut település Franciaországban, Côte-d’Or megyében. Lakosainak száma 125 fő (2022. január 1.). Blaisy-Haut Trouhaut, Savigny-sous-Mâlain, Baulme-la-Roche, Blaisy-Bas és Panges községekkel határos.

## Népesség
A település népességének változása:
| Lakosok száma | 78   | 73   | 101  | 115  | 125  | 134  | 131  | 128  | 127  | 125  |
|               | 1968 | 1982 | 1990 | 2006 | 2013 | 2015 | 2017 | 2019 | 2020 | 2022 |